# 舟橋市
もしかして
- 船橋市

ではありませんか？